# Capitão (piłkarz)
Oleúde José Ribeiro (ur. 19 września 1966) – brazylijski piłkarz występujący na pozycji pomocnika.

## Kariera klubowa
Od 1986 do 2004 roku występował w klubach Cascavel, Portuguesa, Verdy Kawasaki, São Paulo, Grêmio, Guarani FC, Portuguesa, Botafogo Ribeirão Preto i Sport Recife.